# Mahajanga
Mahajanga és una ciutat i un districte del nord-oest de l'illa de Madagascar.
La ciutat està situada a la costa i té 135.660 habitants, és la capital de la província de Mahajanga.